# Australian Open 1978
| ◄ Australian Open 1978 ►                                            | ◄ Australian Open 1978 ►                             |
| ------------------------------------------------------------------- | ---------------------------------------------------- |
| Datum:                                                              | 25. Dezember 1978–3. Januar 1979                     |
| Auflage:                                                            | 67. Australian Open                                  |
| Ort:                                                                | Melbourne                                            |
| Belag:                                                              | Rasen                                                |
| Titelverteidiger                                                    |                                                      |
| Herreneinzel:                                                       | Vitas Gerulaitis                                     |
| Dameneinzel:                                                        | Evonne Cawley                                        |
| Herrendoppel:                                                       | Ray Ruffels Allan Stone                              |
| Damendoppel:                                                        | Evonne Cawley Helen Gourlay Mona Guerrant Kerry Reid |
| Sieger                                                              |                                                      |
| Herreneinzel:                                                       | Guillermo Vilas                                      |
| Dameneinzel:                                                        | Chris O’Neil                                         |
| Herrendoppel:                                                       | Wojciech Fibak Kim Warwick                           |
| Damendoppel:                                                        | Betsy Nagelsen Renáta Tomanová                       |
| Grand Slams 1978'                                                   |                                                      |
| - Australian Open - French Open - Wimbledon Championships - US Open |                                                      |

Die Australian Open 1978 fanden vom 25. Dezember 1978 bis 3. Januar 1979 statt. Es handelte sich um die 11. Australian Open seit Beginn der Open Era und die 67. Auflage des Grand-Slam-Turniers in Australien.
Titelverteidiger im Herreneinzel war Vitas Gerulaitis und im Dameneinzel Evonne Cawley. Im Herrendoppel waren Ray Ruffels und Allan Stone und im Damendoppel Evonne Cawley / Helen Gourlay und Mona Guerrant / Kerry Reid die Titelverteidiger.

## Herreneinzel
Sieger:  Guillermo Vilas
Finalgegner:  John Marks
Endergebnis: 6:4, 6:4, 3:6, 6:3

### Setzliste
| Nr. | Spieler         | Erreichte Runde |
| --- | --------------- | --------------- |
| 01. | Guillermo Vilas | Sieg            |
| 02. | José Luis Clerc | 1. Runde        |
| 03. | Arthur Ashe     | Halbfinale      |
| 04. | Tim Gullikson   | 2. Runde        |
| 05. | Wojciech Fibak  | Achtelfinale    |
| 06. | John Alexander  | Viertelfinale   |
| 07. | Ken Rosewall    | Achtelfinale    |
| 08. | Victor Amaya    | 2. Runde        |

| Nr. | Spieler        | Erreichte Runde |
| --- | -------------- | --------------- |
| 09. | Hank Pfister   | Halbfinale      |
| 10. | Yannick Noah   | 1. Runde        |
| 11. | Tony Roche     | Viertelfinale   |
| 12. | Peter Feigl    | Viertelfinale   |
| 13. | Kim Warwick    | Achtelfinale    |
| 14. | Geoff Masters  | 1. Runde        |
| 15. | Bernard Mitton | 2. Runde        |
| 16. | Allan Stone    | Achtelfinale    |

## Dameneinzel
Siegerin:  Chris O’Neil
Finalgegnerin:  Betsy Nagelsen
Endergebnis: 6:3, 7:63

### Setzliste
| Nr. | Spielerin       | Erreichte Runde |
| --- | --------------- | --------------- |
| 01. | Sue Barker      | Viertelfinale   |
| 02. | Renáta Tomanová | Viertelfinale   |
| 03. | Beth Norton     | Achtelfinale    |
| 04. | Amanda Tobin    | 1. Runde        |
| 05. | Rene Blount     | Achtelfinale    |
| 06. | Cynthia Doerner | 1. Runde        |
| 07. | Betsy Nagelsen  | Finale          |

## Herrendoppel
Sieger:  Wojciech Fibak &  Kim Warwick
Finalgegner:  Paul Kronk &  Cliff Letcher
Endergebnis: 7:6, 7:5

### Setzliste
| Nr. | Paarung                       | Erreichte Runde |
| --- | ----------------------------- | --------------- |
| 01. | John Alexander Phil Dent      | Achtelfinale    |
| 02. | Hank Pfister Sherwood Stewart | Viertelfinale   |
| 03. | Mark Edmondson John Marks     | 1. Runde        |
| 04. | Wojciech Fibak Kim Warwick    | Sieg            |

| Nr. | Paarung                     | Erreichte Runde |
| --- | --------------------------- | --------------- |
| 05. | Ray Ruffels Allan Stone     | Viertelfinale   |
| 06. | Ross Case Geoff Masters     | Achtelfinale    |
| 07. | Bernie Mitton Raymond Moore | 1. Runde        |
| 08. | Colin Dibley Chris Kachel   | Achtelfinale    |

## Damendoppel
Sieger:  Betsy Nagelsen &  Renáta Tomanová
Finalgegner:  Naoko Satō &  Pam Whytcross
Endergebnis: 7:5, 6:2

### Setzliste
| Nr. | Paarung                        | Erreichte Runde |
| --- | ------------------------------ | --------------- |
| 01. | Betsy Nagelsen Renáta Tomanová | Sieg            |
| 02. | Cynthia Doerner Kym Ruddell    | Viertelfinale   |
| 03. | Sue Barker Heidi Eisterlehner  | 1. Runde        |
| 04. | Judy Chaloner Patricia Gregg   | 1. Runde        |

## Mixed
Zwischen 1970 und 1986 wurden keine Mixed-Wettbewerbe bei den Australian Open ausgetragen.